# Omikron Lupi
Omikron Lupi (ο Lupi, förkortad Omikron Lup, ο Lup), som är stjärnans Bayer-beteckning, är en dubbelstjärna i mellersta delen av stjärnbilden Vargen. Den har en kombinerad skenbar magnitud av 4,32 och är synlig för blotta ögat där ljusföroreningar ej förekommer.  Baserat på parallaxmätning inom Hipparcosuppdraget på ca 8,1 mas, beräknas den befinna sig på ett avstånd av ca 400 ljusår (124 parsek) från solen. På det beräknade avståndet minskar dess skenbara magnitud med 0,13 ± 0,01 enheter på grund av skymning genom interstellärt stoft. Den ingår i undergruppen Upper Centaurus Lupus inom den närliggande Scorpius-Centaurus-föreningen.

## Egenskaper
Primärstjärnan Omikron Lupi A är en blå till vit underjättestjärna av spektralklass B5 IV. Den har en massa som är ca 5,7 gånger solens massa, en radie som är ca 3,5 gånger solens radie och avger ca 1 260 gånger mer energi än solen från dess fotosfär vid en effektiv temperatur på ca 18 000 K.
Omikron Lupi är en visuell dubbelstjärna med komponenter som har en vinkelseparation på 0,1 bågsekunder. Variationer i primärstjärnans radialhastighet tyder på att den har en andra osynlig följeslagare separerad med minst 17 AE och en omloppsperiod på 27 år eller mer. Primärstjärnans spektrum visar en Zeemaneffekt som anger ett magnetfält med en styrka som varierar från -94 till 677 G. Den synliga följeslagaren, Omikron Lupi B, har en skenbar magnitud på 5,27.